# Adrienne Smyth
Adrienne Smyth (Adrienne Alexandra Smyth, geb. Lynch; * 27. Juli 1950) ist eine ehemalige britische Sprinterin und Mittelstreckenläufer.
Bei den British Commonwealth Games 1970 in Edinburgh schied sie über 800 Meter im Vorlauf aus und wurde mit der nordirischen Mannschaft Siebte in der 4-mal-100-Meter-Staffel.
1978 erreichte sie bei den Commonwealth Games in Edmonton über 400 und 800 Meter das Halbfinale.
Viermal wurde sie Nordirische Meisterin über 100 Meter bzw. 100 Yards (1967–1970), einmal über 220 Yards (1967), viermal über 400 Meter (1971, 1974, 1975, 1977) und siebenmal über 800 Meter bzw. 880 Yards (1968–1972, 1975, 1977). 1968 wurde sie Schottische Meisterin über 880 Yards und 1969 über 400 Meter.

## Persönliche Bestzeiten
- 100 m: 12,2 s, 1975
- 200 m: 24,91 s, 1978
- 400 m: 53,98 s, 6. August 1978, Edmonton
- 800 m: 2:06,05 min, 24. Juli 1970, Edinburgh